# 安杰拉·马里诺
安杰拉·马里诺（英語：Angela Marino，1986年2月3日—），新西兰女子篮球运动员。她曾代表新西兰参加2006年英联邦运动会篮球比赛，获得一枚银牌。她也曾参加2004年和2008年夏季奥运会。